# 余澎杉
余澎杉（英語：Amos Yee Pang Sang；1998年10月31日—），新加坡部落格作者、YouTube视频制作者及演员、性罪犯、无政府共产主义者，曾是儿童演员，参与梁智强执导的2012年电影《孩子不坏》演出。2015年以来，他以在网络上猛烈批判李光耀家族在新加坡的“独裁统治”而知名，并被新加坡政府以「傷害他人宗教或種族情感」、「發放猥褻物品」及「滋擾」等罪名拘捕提控，面臨最高監禁三年的刑罰；母親而後在網路上認錯道歉。余澎杉現在在美國獲得政治庇護。但他又在美国犯罪并监禁6年，失去在美国的庇护权，並不得再次進入美國。

## 生平

### 农历新年事件
2012年1月，14岁的余澎杉在YouTube上载了一个名叫“Chinese New Year a rip-off of the Western New Year's Day”（“华人新年抢夺了西方元旦的地位”）的视频，在网络上掀起争议并遭网民抨击。他在视频当中拿农历新年开玩笑，嘲讽十二生肖的来历传说、并戏说既然农历新年长达一个月之久，那么政府就应当给儿童放一个月的春节假期。在视频达到约15万的观看次数后，余澎杉曾出面辩解指自己的言论是具讽刺性的，不应被当真。在视频当中，他也表示自己的言论对于春节并不具真实的“代表性”。

### 抨击李光耀和基督教
雖然以前也發表了相當多有爭議的宗教言論（現已刪除），但2015年因在YouTube批评刚逝世的新加坡前总理李光耀为“独裁者”、“比本·拉登还烂”及指“耶稣欺骗世人”，而言論中前者被視為被新加坡政府突然盯上之主因，新加坡警方則以後者的表態中具有冒犯性為證據，以會“伤害他人宗教或种族情感”、“发放猥亵物品”及社會“滋扰”等罪名拘捕提控，面临最高监禁三年的刑罚。
因為新加坡法院認為他可能還有精神問題（此論點在特定時間點還遭到刻意廣泛傳布），16岁的余澎杉被拘禁在精神病院中，手腳被綁，禁止看書，24小時開燈，其律師認為這種「照顧」可能涉及虐待。余澎杉被捕時尚未成年，聯合國人權辦事處東南亞辦事處於6月22日發表聲明，希望新加坡政府依照聯合國兒童權力公約的規範，立刻釋放余澎杉。最終，余澎杉的精神評估報告表示，他並沒有患上泛自閉症障礙，他也聲稱自己根本沒有自殺想法。
余澎杉在獄中發動為時三天的絕食抗議。7月6日，新加坡法庭判監4個星期，由於羈押日期由上月2日開始計算，因此他被當庭釋放。他的律師表示將會就被定罪提出上訴。

### 再次入狱

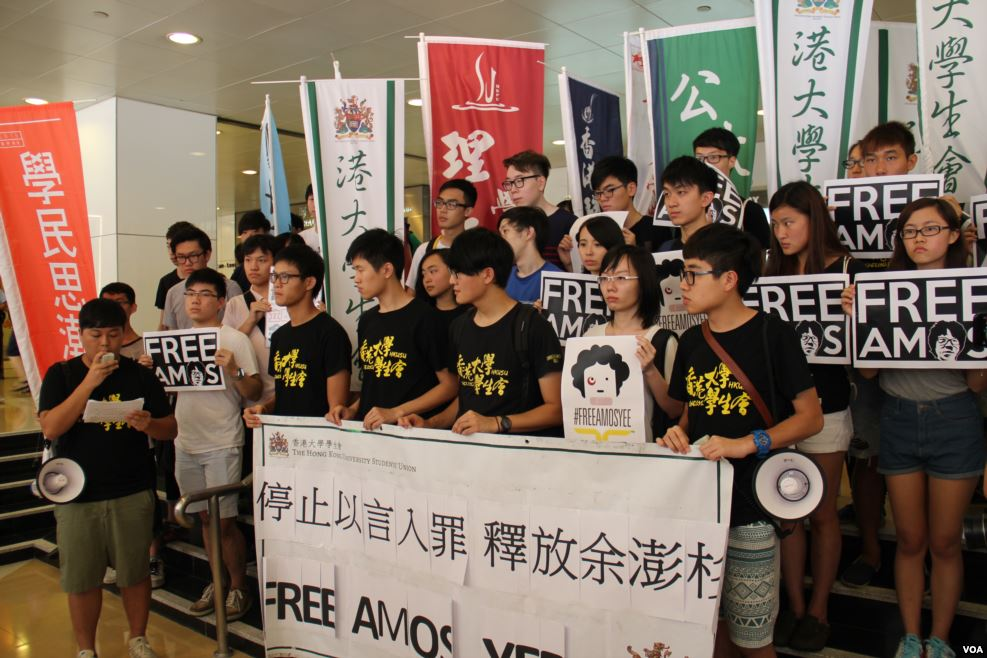
雖然並非因為批判領導人而入獄，但針對新加坡政府的選擇性執法，有司法不公且違反人權的疑慮，引起香港等地的某些學生組織抗議，要求釋放未成年的余澎杉

2015年11月27日，余澎杉在部落格视频中，引用伊斯兰教对前官委国会议员郑恩里有关儿童及恐怖主义的言论作出评论，警方于12月对此展开调查，要求他涉嫌“冒犯他人宗教情感”一事到于12月14日案说明，但余澎杉并未到警察局报到。
2016年3月25日，根據台灣風傳媒報導，余澎杉的母親卓瑪利於2016年3月24日在Facebook上發文表示，余澎杉本人已經離家失蹤3個月，卓瑪利說，她最後一次見到余澎杉是在2015年12月12日。並指出在他失蹤前一天，曾親收到一封來自新加坡警方的信，余澎杉似乎對此感到焦慮，擔心再度被捕及判刑，是逃家的主因。卓瑪利希望透過臉書發文，拜託社會大眾和網友們協尋余澎杉。
余澎杉在12月12日接获警方的通知后就在隔日出国，直到4月20日后才回国。警方再次要求余澎杉于5月10日到警察局接受调查，但5月9日余澎杉试图出国前往香港不果，其国际护照被机场没收，5月11日，警方以涉嫌“冒犯他人宗教情感”及“未按时到警察局报到”将其逮捕，并批准其保释出外。
8月，17岁的余澎杉被控以二项“不服从警方命令”及六项“冒犯基督徒及穆斯林宗教情感”的刑事罪名，包括于同年4月在其Facebook上手执《古兰经》做出冒犯手势。9月，国家法院判其需入狱六个星期，并罚款新币2000元；如果无法清还罚款则将加以10日监禁；刑期从10月13日开始。11月3日，余澎杉在丹那美拉监狱服刑21天后，余下刑期获准在家中以“居家扣留”方式渡过。

### 赴美寻求政治庇护
2016年12月16日，余澎杉执旅游签证进入美国芝加哥国际机场，向美国当局申请政治庇护，并在扣留中等待庭审。人权观察组织亚洲事务负责人罗伯森指出，余澎杉因表达自身的政治及宗教观点而被新加坡当局处罚，个人行动及网络活动一直受到严密监视，是典型的政治犯，呼吁美国当局依联合国难民公约给予政治庇护。
2017年3月24日，美國芝加哥移民法庭裁定，余澎杉因其言論受到政治迫害，准許給他政治庇護。 同月美國國土安全部向芝加哥移民事務法庭提出上訴，余澎杉被美國繼續拘留。 2017年9月芝加哥移民事務法庭駁回上訴，正式批准余澎杉的政治庇護，余澎杉在9月26日獲釋。

### 关于恋童癖观点的争议
2017年11月，余澎杉向YouTube上传了三段视频，标题为“为什么恋童癖还可以”，“不要歧视恋童癖者”，以及“恋童癖者的言论自由”。同年，余澎杉称因涉嫌在视频和博客文章中支持恋童癖而受到死亡威胁。在2018年5月，余澎杉的频道因违反社区准则而被YouTube删除，Twitter暂停了其帐户。2018年7月，余澎杉的Patreon帐户被关闭。截至2018年12月，余澎杉的WordPress博客，个人Facebook页面和名为“Ball Pit”的恋童癖Discord服务器被关闭。

### 因兒童色情被捕
2020年10月，余澎杉因涉嫌誘使和擁有兒童色情作品而在美国伊利諾伊州被捕，他被控于2019年2月1日到6月30日在芝加哥居住期間與來自德克薩斯州的14歲女孩交換了裸照和“数千條”信息。 他的保釋金定為100萬美元。 如果被判有罪，可將其從美國驅逐出境和被禁止再进入美国。11月24日开审，余澎杉否认有罪，案件仍在审讯中，由于未能支付10万美元的保释底金，因此仍被拘留在当地监狱中。
在2021年12月3日，余澎衫被判罪名成立，并判处监禁6年。該判決被追溯到他被逮捕時間，他已於2023年10月7日假釋出獄，並将必须被性犯罪者登记处记录在册。